# Hartville (Ohio)
Pour les articles homonymes, voir Hartville.
Hartville est un village des États-Unis situé dans le comté de Stark dans l'Etat de l'Ohio. En 2010, sa population était de 2 944 habitants.

## Source de la traduction
- (en) Cet article est partiellement ou en totalité issu de l’article de Wikipédia en anglais intitulé « Hartville, Ohio » (voir la liste des auteurs).